# Al-Kurajjat (Arabia Saudyjska)
Al-Kurajjat (arab. القريات) – miasto w północnej Arabii Saudyjskiej, w prowincji Al-Dżauf. Według spisu ludności na rok 2010 liczyło 116 162 mieszkańców.